# 近藤康雄
近藤 康雄（こんどう やすお）
1. 三重県（旧）津市の最終代の市長。
2. 元毎日放送スポーツ局チーフプロデューサー及びCS放送・GAORA常務取締役。→近藤康雄 (毎日放送)
3. 近藤康雄 (ヘアスタイリスト)

ここでは1.について記述する。
近藤 康雄（こんどう やすお、1933年 <昭和8年> 3月6日 - ）は、日本の政治家（三重県（旧）津市の最終代の市長）・元地方公務員。旭日小綬章受章。

## 経歴
- 1954年 （昭和29年）- 三重短期大学法経科2部（法経学科夜間学部）を卒業する。
- 1956年（昭和31年） - 三重県庁に入職する。以後、1986年（昭和61年）に知事公室長→1988年（昭和63年）に地域振興部長→1990年（平成2年）に企業庁長に就任する。
- 1992年（平成4年） - 三重県庁を退職する。津市の助役に就任する。
- 1994年（平成6年）7月 - 津市の助役を退任する。津市長選挙に初当選をする。以後、1994年（平成6年）-2005年（平成17年）12月31日まで、3期11年務めた。
  - 在職中には津地域合併協議会会長などをはじめ、各種行政広域組合の管理者や会長職に就任をする。
- 2006年（平成18年）
  - 1月1日 - 市町村合併に伴う、（新）津市発足に伴い失職をする。同市の市長職務執行者を務める（2月5日まで）。
  - 2月5日 - 同日投開票が行われた津市長・津市議会選挙で、当選した元三重県議会議員の松田直久が就任したことに伴い、引退をする。
  - 11月3日 - 秋の叙勲で旭日小綬章を受章[2]。